# 高士神社
高士神社（クスクスじんじゃ）は、台湾屏東県牡丹郷にある神社である。旧社格は社祠。

## 祭神
日本統治時代は天照皇大神としていたが、現在は髙士佛戦沒之霊神を祭神とする。

## 歴史
1939年（昭和14年）、高雄州恒春郡蕃地（現在の屏東県牡丹郷）にクスクス祠として鎮座された。台湾で著名な開山神社は鄭成功を祀る廟宇を改良したものだが、高士神社は当初から神社として鎮座していた。また台湾では比較的新しい神社は北白川宮能久親王を祀ることが多かったが、古い神社である当社は天照大神を祀っていたと伝わっている。ただし、地方の山間部にある神社でもあり、原住民独自の信仰と習合し信仰されたため、やがて御祭神が何かであるかは気にされなくなったともされている。大戦中に村から日本兵として出征したものが、「生きて帰ってこれなかったらこの神社で会おう」と約束を交わすなど靖国神社的な性格が見られた。

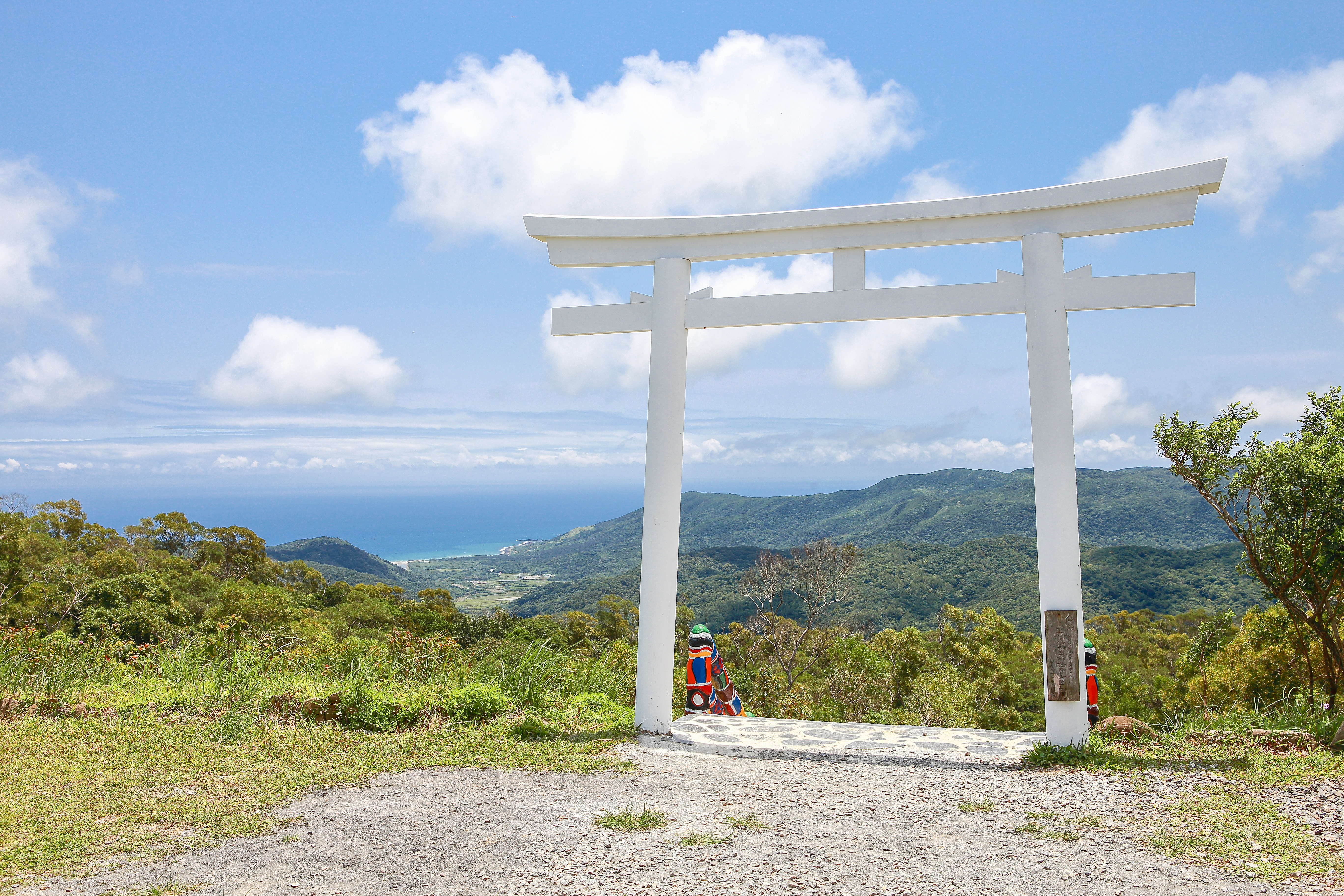
日本人からの寄付を受けて2016年に奉納された鳥居

戦後、廃社となり、社殿が取り壊された。2015年（平成27年）、住民からの要望を受け、日台親善を進める日本李登輝友の会の会員でもある神職の佐藤健一により再興。再興に際しては李登輝からもお祝いの文書が届けられ、複数の台湾メディアでも取り上げられた。
2016年には日本人の寄付により鳥居が奉納された。台湾では観光目的などで鳥居などの神社建築が再建された例はあるが、神職と氏子が奉祀する宗教施設としての再建は戦後最初の事例とみられている。2018年におこなわれた例祭では、台湾人としては初の神職が祭事を執り行った。